# 张运兰
张运兰（？—1864年10月14日），字凯章，湖南湘乡人，清朝将领。
咸豐初年隨王錱攻討太平軍，以功擢同知。王錱病危，以曾国藩所赠《二十三史》转赠于张运兰。王鑫死后，由其弟王开化、张运兰分统。王开化病死，张运兰归曾国藩指挥。咸豐十年，曾国藩駐军祁门，李秀成部“突由羊栈岭窜入，图解休宁之围，断鲍、张两军粮路”，运兰偕鲍超破太平軍於黟縣。十一年，攻克休宁，擢為福建按察使。同治元年曾离营病休，同治三年又应左宗棠之召回营，赴福建按察使之任。同治三年，由南雄驰援福建，在武平遇伏，被俘，九月十四日被肢解死，总兵贺国桢、王明高、副将雷照雄、尹定友等均战死。赠巡抚，谥忠毅。

## 延伸阅读
[在维基数据编辑]
 《清史稿·卷432》，出自趙爾巽《清史稿》